# Vuk Ćosić
Pour les articles homonymes, voir Ćosić.
Vuk Ćosić, né en 1966 à Belgrade, est un artiste slovène, archéologue de formation, travaillant sur Internet depuis 1994. Il est le promoteur du terme Net.art, genre précurseur de l'art en ligne.
Cosic s'est longuement intéressé à l'Art ASCII (1996-2001). Il crée au cours de cette période Art for the Blind, ASCII Unreal, ASCII Camera, ASCII Architecture, Deep ASCII et ASCII History of Moving Image. En 1997, il a conçu History of art for airports, qui consiste en une série de pictogrammes reprenant des grandes œuvres de l'Art contemporain comme le Nu descendant l'escalier de Marcel Duchamp.
Il est cofondateur de Ljudmila, un « digital media lab » établi à Ljubljana.